# 金犀寶控股
金犀寶控股有限公司（除牌當時為1192.HK）-- 前香港交易所主版上市公司，是在1988年由民營企業家蔡炯明創立，1998年成為香港交易所主板上市，主要生產及銷售休閑服裝。
2004年，被民營企業家蔡天真旗下油輪船務注入，由泰山石化取代上市。

## 外部連結
- 泰山石化資料 webb-site.com （页面存档备份，存于）